# Hitsujibungaku
 (mars 2022).
Si vous disposez d'ouvrages ou d'articles de référence ou si vous connaissez des sites web de qualité traitant du thème abordé ici, merci de compléter l'article en donnant les références utiles à sa vérifiabilité et en les liant à la section « Notes et références ».
Hitsujibungaku (羊文学) est un groupe japonais de rock alternatif formé par Moeka Shiotsuka (chant, guitare et composition), Yurika Kasai (basse) et Hiroa Fukuda (batterie).

## Carrière

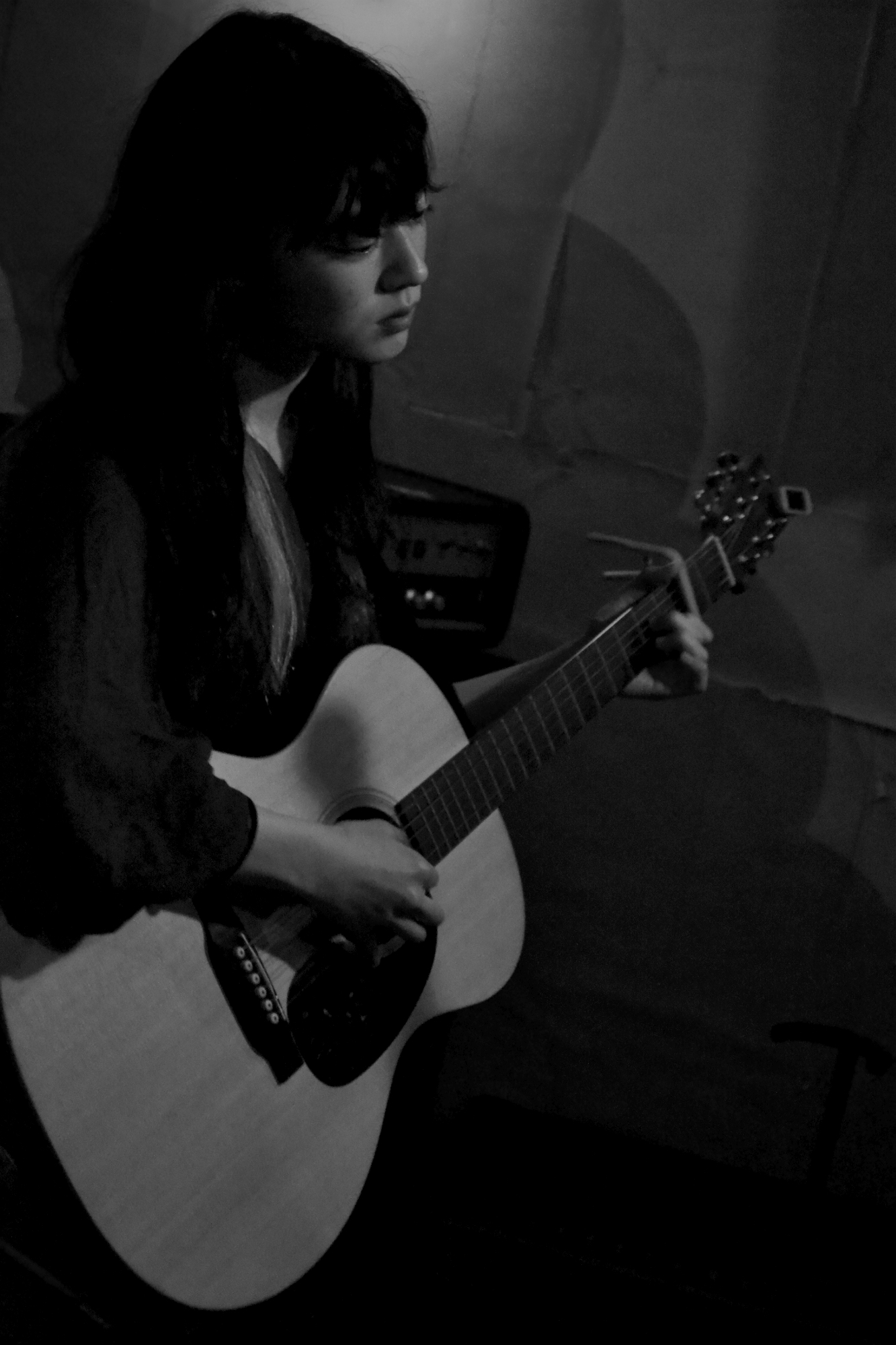
Moeka Shiotsuka en 2018

Le groupe se forme au lycée en 2012. La chanteuse Moeka Shiotsuka a alors seize ans.
En 2015, le batteur Hiroa Fukuda rejoint le groupe.
En 2017, la bassiste Yurika Kasai rejoint le groupe.
En 2018, le groupe sort son premier album, 若者たちへ (À la jeunesse). Le clip de la chanson "Step" est réalisé par Shunji Iwai.
En 2020 sort le deuxième album, Powers.
En 2021, le groupe signe la chanson du générique de l'anime The Heike Story, "Hikaru Toki" (Quand la lumière brille).
En 2022, le groupe sort son troisième album, Our hope.
En septembre 2023, le groupe lance le single More than words.
En décembre 2023, le groupe sort son quatrième album, 12 hugs (like butterflies).
Le 14 décembre 2024, Hitsujibungaku joue pour la première fois aux États-Unis.
Le 19 juillet 2025, le groupe joue à Londres pour la première fois, il s'agit de son premier concert européen. Le même jour, le groupe annonce qu'il sera en tournée en Europe au mois d'octobre (le 15 à Paris, le 19 à Berlin, le 22 à Vienne, le 24 à Londres).
Le nouvel album sort le 8 octobre 2025.

## Discographie

### Albums
- 若者たちへ, 2018
- Powers, 2020
- Our hope, 2022
- 12 hugs (like butterflies), 2023

### EP's
- Zawameki, 2020
- You love, 2021

### Singles
- More than words, 2023